# Dionisio Mazzuoli
Dionisio Mazzuoli (Cortona, dicembre 1611 – Siena, 21 agosto 1669) è stato un architetto e scultore italiano, capostipite della dinastia di artisti dei Mazzuoli.

## Biografia
Figlio di Francesco del Nigi muratore e di Camilla di Antonio sarto, nacque nella prima metà del XVII secolo a Cortona, città dove venne iniziato al mestiere di architetto con il maestro Bernardino Radi. Tra il 1640 e il 1650 visse e lavorò tra Siena e Volterra, stabilendosi infine nel capoluogo senese dove fu a lungo scultore dell'Opera del duomo di Siena. Tra i vari suoi lavori, si ricordano l'altare Cennini nella chiesa di San Francesco, l'altare  della sagrestia della chiesa di San Vigilio, e l'ampliamento del palazzo Reale, di cui fu direttore della fabbrica, commissionatogli da Mattias de' Medici nel 1650. Disegnò tra il 1650 e il 1652 gli altari del transetto meridionale del duomo di Siena.
Sposatosi con la volterrana Maria Sanfinocchi nel 1631, ebbe numerosi figli: lo scultore Giovanni Antonio, l'architetto Francesco, l'intagliatore Agostino, lo scultore Giuseppe e il pittore Annibale. Dionisio fu il capostipite di una dinastia di artisti che sarà operativa in Toscana fino al XIX secolo.
Morì a Siena il 21 agosto 1669.